# Tyrannus melancholicus
El tirano melancólico  (Tyrannus melancholicus) es una especie de ave paseriforme de la familia Tyrannidae perteneciente al género Tyrannus. Es nativo de la América tropical (Neotrópico) y se distribuye desde el sur de Estados Unidos, por América Central y del Sur hasta el centro de Argentina.

## Nombres vulgares
Se le denomina también tirano tropical (en Costa Rica, México, Nicaragua y Perú), benteveo real (en Chile y Uruguay), suirirí grande (en Argentina y Bolivia), suirirí real (en Argentina y Paraguay), sirirí común (en Colombia), juan caballero (en Paraguay), chilero tropical (en Honduras), pitirre chicharrero (en Venezuela), tirano pirirí (en México), chiyo (en El Salvador) o pecho amarillo (en Panamá y Costa Rica).[cita requerida]

## Distribución y hábitat
Se distribuye desde el extremo suroeste de Estados Unidos, por el oeste y este de México hacia el sur por Guatemala, Belice, Nicaragua, El Salvador, Honduras, Costa Rica, Panamá, Colombia, Venezuela, también en las islas de Trinidad y Tobago, Granada, Aruba, Bonaire y Curaçao, en Guyana, Guayana francesa, Surinam, Brasil, Ecuador, Perú, Bolivia, Paraguay, Uruguay, hasta el norte de la Patagonia en Argentina. Fue registrado como vagante en Chile, Canadá, Cuba e Islas Caimán. Las poblaciones del extremo norte (suroeste de Estados Unidos y norte de México) migran hacia el sur en los inviernos boreales; las poblaciones sureñas (Argentina, Uruguay, Paraguay, sureste de Brasil, y sur de Bolivia) abandonan el territorio hacia el norte en los inviernos australes.
Esta especie es muy común, conspícua y casi omnipresente en una amplia variedad de habitats, a menudo cerca de agua, en áreas abiertas, rurales y urbanas, es menos numeroso en regiones más boscosas. Habita principalmente abajo de los 1800 m s. n. m. de altitud, algunas veces más alto, hasta los 2200 m en regiones áridas. Ampliamente diseminado a través de tierras bajas principalmente en arbustales abiertos y semiáridos con árboles dispersos, tales como cerrados, y sabanas, y desde desiertos a áreas montanas áridas o húmedas.

## Descripción

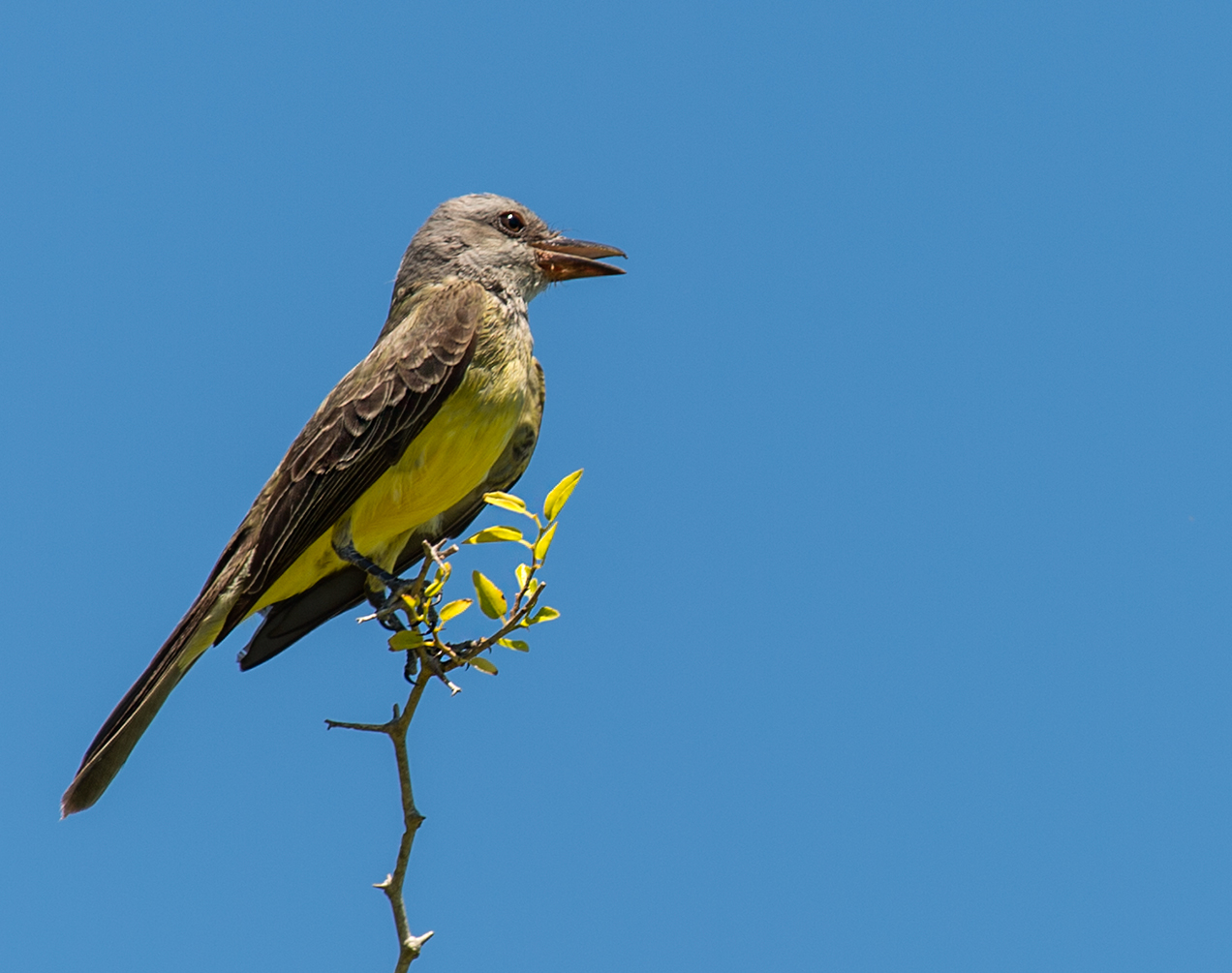
Benteveo real (Tyrannus melancholicus) en Montevideo, Uruguay.

Mide aproximadamente 20 cm de longitud y pesa alrededor de 40 g. El macho no se diferencia de la hembra con respecto a su plumaje, tiene el abdomen de un color amarillo, el pecho de un color oliváceo el cuello es de un color gris claro, la cabeza es de color gris y el dorso verde grisáceo.

## Comportamiento
Esta especie defiende con agresividad su territorio frente a intrusos, inclusive si se trata de aves mucho más grandes cómo los tucanes y caracaras.

### Alimentación
Se alimenta especialmente de insectos que caza generalmente en vuelo aunque a veces incorpora pequeños frutos a su dieta.

### Reproducción

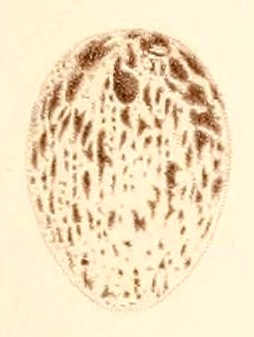
Huevo de Tyrannus melancholicus, ilustración en d'Orbigny Voyage dans l'Amérique Méridionale, 1847.

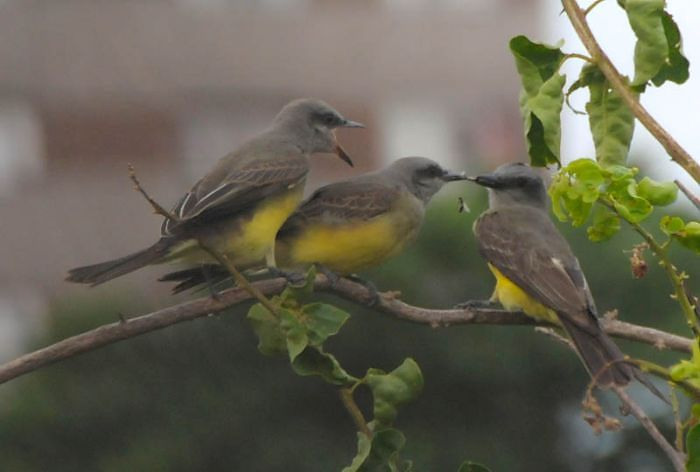
Un adulto alimentando inmaduros

Construyen un nido con forma de taza fabricado con pastos, raíces y tallos, que lo colocan a mediana o a gran altura, la hembra coloca tres huevos grisáceos con manchas rojizas o café; los pichones nacen alrededor de los 15 días y abandonan el nido al poco tiempo de su nacimiento.

### Vocalización
Emite una variedad de reclamos gorjeados de timbre alto, por ej. «pi, i, i, i, i», a menudo acompañado de un temblor de las alas; el canto del amanecer es una serie corta de «pip» o «pi» seguidas de un gorjeado ascendiente «piririi?», una de las primeras aves a cantar en el amanecer.

## En la cultura popular
Debido al comportamiento agresivo de esta especie, en Colombia se utiliza la expresión popular «Todo gavilán tiene su sirirí» indicando que hasta el más fuerte tiene alguien que puede molestarlo. A su vez, a una persona molesta e insoportable se le conoce por «sirirí».
También en Colombia se utiliza el calificativo de «¡Qué sirirí!» para describir a alguien ruidoso, que suele estar haciendo un reclamo y que no deja de acosar hasta que logra su objetivo.

## Sistemática

### Descripción original
La especie T. melancholicus fue descrita por primera vez por el naturalista francés Louis Pierre Vieillot en 1819 bajo el mismo nombre científico; su localidad tipo es: «Paraguay».

### Etimología
El nombre genérico masculino «Tyrannus» proviene del nombre específico Lanius tyrannus, cuyo epíteto en latín significa ‘tirano’, ‘déspota’, ‘dictador’; y el nombre de la especie «melancholicus», en latín significa ‘melancólico’.

### Taxonomía
Las evidencias genéticas indican que es especie hermana de Tyrannus dominicensis y también próxima a Tyrannus couchii con quien ya fueron tratadas como conespecíficas. Las formas descritas T. m. obscurus J.T. Zimmer, 1937 y T. m. zimmeri Pinto, 1954 son consideradas indistinguibles de la nominal; las formas descritas T. m. chloronotus Berlepsch, 1907, T. m. occidentalis Goodson & Hartert, 1917, y T. m. chubbii Davis, 1979 son consideradas indistinguibles de satrapa.

### Subespecies

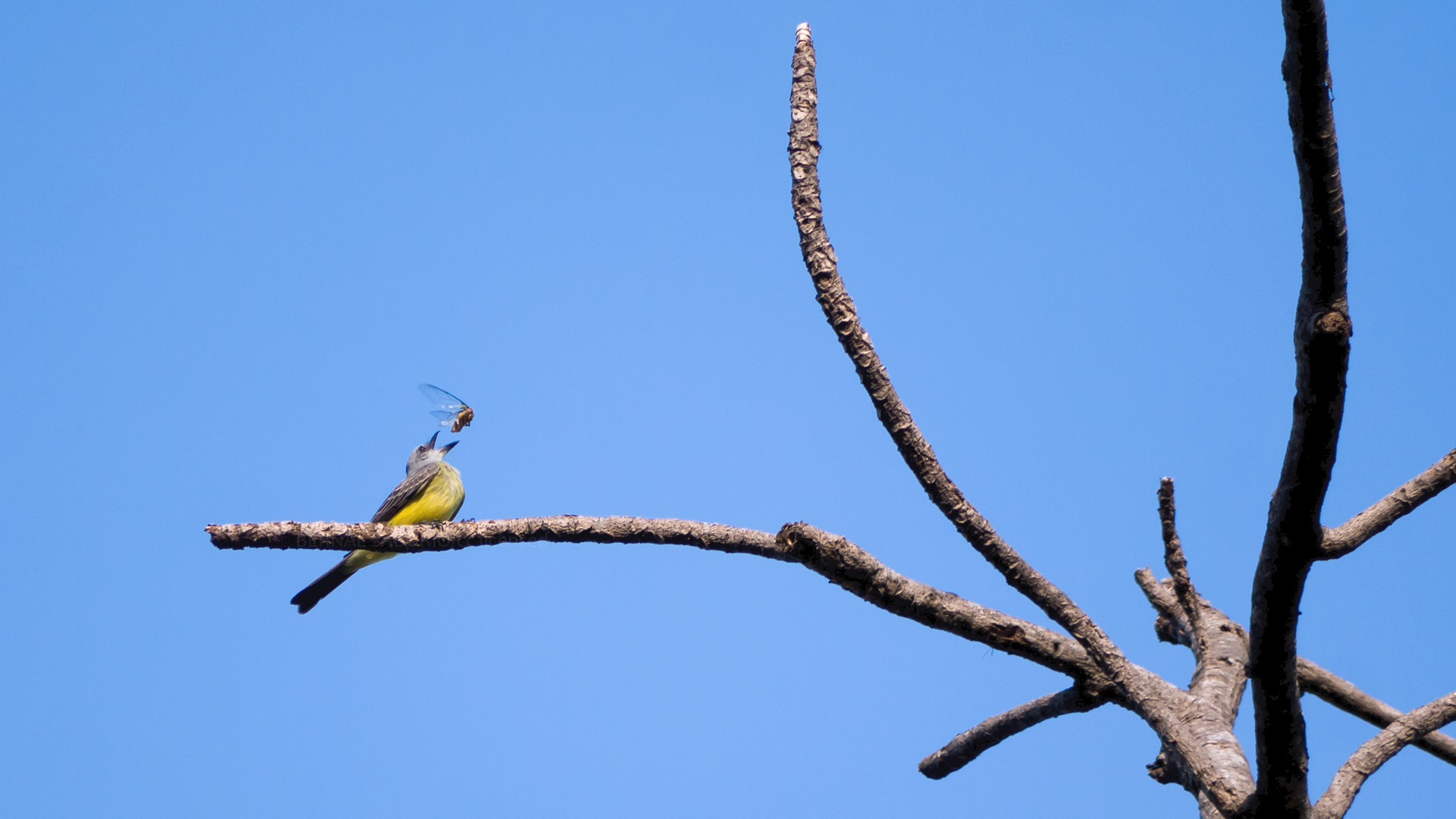
Un Tyrannus melancholicus a punto de comerse una cigarra.

Según las clasificaciones del Congreso Ornitológico Internacional (IOC) y Clements Checklist/eBird se reconocen tres subespecies, con su correspondiente distribución geográfica:
- Tyrannus melancholicus satrapa (Cabanis & Heine), 1860 – extremo suroeste de Estados Unidos (sureste de Arizona, suroeste de Nuevo México, sur de Texas); y oeste y este de México (ambas pendientes al sur desde Sonora, Tamaulipas y sur de San Luis Potosí hasta el sureste de Veracruz y este de Oaxaca; también en la península de Yucatán) al sur hasta to Panamá, norte de Colombia y la mayor parte del norte de Venezuela (principalmente al norte del río Orinoco, también a lo largo de la margen sur en el noroeste de Bolívar); también en Trinidad, Tobago, Granada e islas de Sotavento.
- Tyrannus melancholicus despotes (Lichtenstein), 1823 – noreste de Brasil (Amapá, Maranhão y Ceará al sur hasta Bahía).
- Tyrannus melancholicus melancholicus Vieillot, 1819 – la mayor parte de Sudamérica tropical (excepto el norte de Colombia, norte de Venezuela y noreste de Brasil) al sur hasta el centro oeste de Perú (Lima) y, a oriente de los Andes, hasta el sureste de Bolivia y centro de Argentina (al sur hasta Neuquén y centro norte de Río Negro).